# Vanceova letecká základna
Vanceova letecká základna (anglicky Vance Air Force Base; kód IATA je END, kód ICAO KEND, kód FAA LID END) je vojenská letecká základna letectva Spojených států amerických nacházející se ve městě Enid ve státě Oklahoma, 104 kilometrů severozápadně od Oklahoma City. Základna je pojmenována podle místního rodáka, podplukovníka letectva Leona Roberta Vance, veterána druhé světové války a držitele medaile cti. Je domovskou základnou 71. cvičného křídla (71st Flying Training Wing; 71 FTW), které podléhá 19. letecké armádě (Nineteenth Air Force; 19 AF) Leteckého výukového a tréninkového velitelství USAF. Křídlo používá k výcviku stroje Northrop T-38 Talon, Beechcraft T-6 Texan II a T-1 Jayhawk. Nynějším velitelem 71. cvičného křídla je plukovník Russel L. Mack, jeho zástupcem je štábní rotmistr Mark R. Aman.